# Weltmeisterschaften der Rhythmischen Sportgymnastik 1981
Die 10. Weltmeisterschaften der Rhythmischen Sportgymnastik fanden 1981 in München, Deutschland statt.

## Ergebnisse

### Einzel-Mehrkampf
| Rang | Nation    | Athletin         |
| ---- | --------- | ---------------- |
| 1    | Bulgarien | Anelia Ralenkowa |
| 2    | Bulgarien | Lilia Ignatowa   |
| 2    | Bulgarien | Iliana Raewa     |

### Gruppe-Mehrkampf
| Rang | Nation           | Athletin |
| ---- | ---------------- | --- |
| 1    | Bulgarien        | Galina Ranguelova Kamelia Ignatova Diana Tabakova Emilia Bojidarova Maria Kouzmanova Zdravka Tschonkova Iren Nikiforova Penka Gantcheva |
| 2    | Sowjetunion      | Svetlana Guseva Viktoria Serich Olga Radionova Irina Jakunina Svetlana Rudinova Tatiana Sats Irina Devina Inessa Lissovskaya            |
| 3    | Tschechoslowakei | Katerina Bibova Zora Ciernikova Simona Jankovska Monika Mysickova Ivana Petrakova Ivana Volfova Evelina Novakova                        |

### Band
| Rang | Nation      | Athletin         |
| ---- | ----------- | ---------------- |
| 1    | Sowjetunion | Irina Dewina     |
| 2    | Bulgarien   | Iliana Raewa     |
| 3    | Bulgarien   | Anelia Ralenkowa |

### Keulen
| Rang | Nation      | Athletin         |
| ---- | ----------- | ---------------- |
| 1    | Bulgarien   | Anelia Ralenkowa |
| 2    | Bulgarien   | Lilia Ignatowa   |
| 3    | Sowjetunion | Irina Dewina     |

### Seil
| Rang | Nation    | Athletin         |
| ---- | --------- | ---------------- |
| 1    | Bulgarien | Lilia Ignatowa   |
| 2    | Bulgarien | Anelia Ralenkowa |
| 3    | Bulgarien | Iliana Raewa     |

### Reifen
| Rang | Nation    | Athletin         |
| ---- | --------- | ---------------- |
| 1    | Bulgarien | Lilia Ignatowa   |
| 2    | Bulgarien | Anelia Ralenkowa |
| 2    | Bulgarien | Iliana Raewa     |

### Medaillenspiegel
| Rang | Nation           | Gold | Silber | Bronze | Gesamt |
| ---- | ---------------- | ---- | ------ | ------ | ------ |
| 1    | Bulgarien        | 5    | 7      | 2      | 14     |
| 2    | Sowjetunion      | 1    | 1      | 1      | 3      |
| 3    | Tschechoslowakei | -    | -      | 1      | 1      |